# Нада Колунџија
Нада Колунџија (Суботица, 30. јун 1952) српска је политичарка. Бивша је потпредседница Демократске странке и бивша чланица Политичког савета Демократске странке.

## Биографија
Нада је рођена у Суботици, где је завршила основну и средњу школу, након чега одлази у Београд и завршава Факултет политичких наука. По занимању је дипломирани политиколог, смер међународна политика. Поред матерњег, течно говори руски и мађарски језик.

## Политичка каријера
У својој политичкој каријери, била је посланик Народне скупштине Србије у мандатима 2007−2008, 2008−2012, те 2012−2014. године, затим председник скупштинског Одбора за међународну сарадњу, посланик у Скупштини Србије и Црне Горе и шеф посланичке групе Демократске странке.
Након избора Избора за народне посланике Србије 2008. године, изабрана је за посланицу у републичкој скупштини на челу посланичке групе За европску Србију.
На седници Председништва Демократске странке 7. децембра 2012. године. године изабрана је за чланицу Политичког савета те стране, док је изборима 24. септембра 2016. године изабрана за потпредседницу Демократске странке.
Септембра 2020. године је искључена из Демократске странке.